# Siliceno
El siliceno es un alótropo bidimensional del silicio, similar al grafeno.

## Historia
Aunque los teóricos han especulado sobre la existencia y las posibles propiedades del siliceno, los investigadores observaron primero estructuras de silicio que sugerían al siliceno en 2010.  
Usando el microscopio de efecto túnel, estudiaron el autoensamblaje molecular de las nanocintas de siliceno y las hojas de siliceno depositadas sobre un cristal de plata con resolución atómica. Las imágenes revelaron hexágonos en una estructura de panal similar a la del grafeno.
Los cálculos con la Teoría del funcional de la densidad (DFT) mostraron que los átomos de silicio tienden a formar tales estructuras de panal en la plata, y a adoptar una ligera curvatura que la hace más apropiada para una configuración tipo grafeno.
En adición a su potencial compatibilidad con las técnicas existentes de semiconductores, el siliceno tiene la ventaja de que sus bordes no exhiben reactividad al oxígeno.

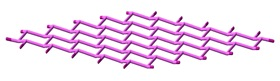
Estructura de un típico grupo de siliceno mostrando ondas alrededor de la superficie.

Recientes cálculos DFT han revelado que los grupos (clústers) de siliceno son excelentes materiales para aplicaciones FET. Curiosamente, el siliceno en 2D no es realmente plano y parecen haber distorsiones como arrugas tipo silla distortions en los anillos. Esto lleva a tener ondas ordenadas en su superficie. La hidrogenación de silicenos a silicanos es bastante exotérmica. Esto ha llevado a la predicción de que el proceso de conversión del siliceno al silicane (siliceno hidrogenado) puede ser un eventual candidato para el almacenamiento de hidrógeno. A diferencia del grafito, el cual consiste de varias capas de grafeno débilmente unidas mediante fuerzas de dispersión, el acople entre capas en los silicenos es muy fuerte.
La primera revisión sobre el siliceno ha aparecido.

## Estructura Química
Presenta una estructura sólida de panel de abeja y cuya disposición de los átomos en el espacio llega a brindar mayor actividad química, exponiendo una conductividad térmica entre 9.4 W/mk a 300K en su monocapa, a su vez presenta una hibridación sp2, con sus átomos enlazados mediante enlaces covalentes.
De hecho, por su estructura bidimensional, mediante la teoría del funcional de la densidad revela tres configuraciones;
- Red plana[11]
- Red no plana con bajo grado de deformación, muy estable, presentando un arrugamiento con tres átomos del hexágono en un plano superior y tres en el plano inferior, muestra cambio en las bandas de valencias que corresponde a los electrones S, PX, PY, debido a la unión entre los átomos.[12][11]
- Red no plana con alto grado de deformación, no es estable ({\displaystyle \vartriangle } =0), por lo tanto presenta una brecha de energía de 0eV, sin cambios importantes en la banda de valencia que corresponde a los electrones Pz.[12][11]

## Progreso reciente
Se reportó que el siliceno crecía en la superficie de Ag(111). Recientemente cuatro grupos han reportado de manera independiente fases ordenadas sobre la misma superficie.
Sin embargo, el silíceno no se puede sintetizar en estado libre, existe si se lo prepara sobre un soporte metálico o semiconductor, como lo presenta los científicos de la Universidad de Marcella por medio de técnicas de deposición de vapor, produciendo láminas de silíceno y nanocintas en superficies de Ag (111) y Ag (110).
En esta perspectiva, el silíceno ofrece novedosas ventajas al mundo de la informática, a pesar de que no surge de manera natural sino que, hay que fabricarlo artificialmente en un laboratorio. De tal manera, su utilización permite dispositivos nanos electrónicos, más flexibles, resistentes y económicos, siendo uno de los candidatos para la alta eficiencia de los materiales termoeléctricos.
Actualmente, se utiliza en la creación de chips, exhibiendo mayor velocidad, con grandes capacidades y tamaño disminuido.
También se ha reportado que el siliceno crece sobre un sustrato de ZrB2.
Otras referencias: